# Panamá nos Jogos Pan-Americanos de 2007
Panamá competiu nos Jogos Pan-Americanos de 2007 no Rio de Janeiro, no Brasil. Após o Comitê Olímpico Internacional ameaçar suspender o país de todas as competições internacionais, caso uma disputa judicial pelo controle do Comitê Olímpico Nacional não fosse resolvido, o presidente do comitê, Roger Mascote, renunciou ao cargo para o país não sofrer sanções por parte do COI ou da ODEPA.
Longe da polêmica, o porta-bandeira da delegação panamenha no Pan foi Irving Saladino, líder do ranking mundial no salto em distância do atletismo. Além de Saladino, outros 69 atletas representaram o Panamá no Rio de Janeiro sendo 48 homens e 22 mulheres competindo em 12 esportes.

## Medalhas

### Ouro
Atletismo - Salto em distância masculino
- Irving Saladino

### Prata
Atletismo - 400 metros com barreiras masculino
- Bayano Kamani

## Desempenho

### Basquetebol
Masculino
- Fase de grupos
  - Derrota para a ARG Argentina, 71-76
  - Vitória sobre os USA Estados Unidos, 75-67
  - Derrota para o URU Uruguai, 68-76
- Classificação 5º-8º lugar
  - Vitória sobre o CAN Canadá, 68-67
- Disputa pelo 5º lugar
  - Derrota para os USA Estados Unidos, 74-77 → 6º lugar

### Beisebol
Masculino
- Fase de grupos
  - Vitória sobre CUB Cuba, 4-3
  - Vitória sobre a VEN Venezuela, 4-2
  - Derrota para o MEX México, 0-9 → não avançou as semifinais

### Futebol
Feminino
- Fase de grupos
  - Derrota para a ARG Argentina, 0-2
  - Derrota para os USA Estados Unidos, 1-3
  - Empate com o PAR Paraguai, 1-1
  - Derrota para o MEX México, 0-2 → não avançou as semifinais

### Natação
Maratona aquática 10 km feminina
- Mariam Marcucci: 2h59m54s9 → 15º lugar